# Krakóws vojvodskap (1975–1998)
För andra betydelser, se Krakóws vojvodskap.
Krakóws vojvodskap (polska Województwo krakowskie) var åren 1975–1998 ett vojvodskap i södra Polen. Huvudstad var Kraków. 

## De största städerna
- Kraków – 740 666
- Skawina – 24 389
- Wieliczka – 17 989